# Шайкач
Шайкачът е приет днес за сръбска национална шапка.
Създадена е през XVIII век от вълнения плат наречен шаяк. Легендарно се приема, че първоначално е била връчвана на членовете на речните флотилии на Свещената Римска империя (Австрийската империя) по реките Дунав и Сава, шайкаши (сръбски: шаjкаши). Тези хора си осъществявали бързи набези срещу турците, което позволявало на сърбите да преминават от Османската империя в тогавашна Австрия и да се заселват като гранично население по военната граница. Бежанците сърби са копирали дизайна на тези шапки, и впоследствие са го разпространили широко сред братството си по време на първото хабсбургско управление на Смедеревския санджак, когато австрийските власти търсели и приемали всякакви бежанци, за да ги заселят по границите с цел охраната им.
Явно от това време шапката добила страшна популярност сред шумадийците-хери, та в началото на 20 век да се превърне в сръбска национална военна капа. По време на Балканските войни и Първата световна война, тази шапка символизира сърбизма.
След началото на разпада на Югославия, босненските сръбски военни лидер си припознават шайкача и носят тези шапки по време на войната в Босна през 90-те години на ХХ век.
През 1999 г. по време на войната в Косово, Макдоналдс в Белград нахлузва на служителите си във веригата за реклама шайкачи, с надписи на кирилица и украсени със златна арка, но някак си тези шайкачи седят на служителите на американската верига за бързо хранене неестествено.